# Teteriwśke
Teteriwśke (ukr. Тетерівське) – wieś na Ukrainie, w obwodzie kijowskim, w rejonie wyszogrodzkim. W 2001 liczyła 364 mieszkańców.